# Zamia
Genre
Zamia est un genre de plante qui appartient à la famille des Zamiacées. Le Genre est réparti essentiellement sur le continent américain (Mexique jusqu'en Bolivie en passant par les Antilles). Certaines espèces comme Zamia integrifolia peuvent être localisées aux États-Unis (Géorgie et la Floride).

## Caractéristiques
Zamia forme habituellement des tubercules souterrains sans xylème prononcé. Certaines espèces forment un tronc hors-sol, qui peut atteindre 1,20 m de haut voire plus. 
Deux types ont une forme de croissance dérivée : 
-  Épiphyte tel que Zamia pseudoparasitica qui pousse sur les troncs d'arbres et s'ancre avec ses racines. NB : C'est la seule espèce de la division des Gymnospermes qui est épiphyte.
- Saxicole tel que Zamia cremnophila qui pousse sur les falaises calcaires, dans de petits espaces rocheux dont les racines s'ancrent dans les fentes.
Les feuilles sont simples pennées, longue ou courte, verticale, horizontale ou suspendus et très variable. 
Les nombres de chromosomes 2n = 16-18, 21-28. 

## Liste des espèces
Selon Catalogue of Life (24 juillet 2017) :
- Zamia acuminata Oerst. ex Dyer
- Zamia amazonum D.W.Stev.
- Zamia amplifolia W.Bull ex Mast.
- Zamia angustifolia Jacq.
- Zamia baraquiniana hort. ex Regel
- Zamia boliviana (Brongn.) A.DC.
- Zamia chigua Seem.
- Zamia cremnophila Vovides, Schutzman & Dehgan
- Zamia cunaria Dressler & D.W.Stev.
- Zamia cycadifolia S.Brunner
- Zamia decumbens Calonje, Meerman, M.P.Griff. & Hoese
- Zamia disodon D.W.Stev. & Sabato
- Zamia dressleri D.W.Stev.
- Zamia elegantissima Schutzman, Vovides & R.S.Adams
- Zamia encephalartoides D.W.Stev.
- Zamia erosa O.F.Cook & G.N.Collins
- Zamia fairchildiana L.D.Gómez
- Zamia fischeri Miq.
- Zamia furfuracea L.f.
- Zamia gentryi Dodson
- Zamia gomeziana R.H.Acuña
- Zamia grijalvensis Pérez-Farr., Vovides & Mart.-Camilo
- Zamia hamannii A.S.Taylor, J.L.Haynes & Holzman
- Zamia herrerae S.Calderón & Standl.
- Zamia huilensis Calonje, H.E.Esquivel & D.W.Stev.
- Zamia hymenophyllidia D.W.Stev.
- Zamia imperialis A.S.Taylor, J.L.Haynes & Holzman
- Zamia incognita A.Lindstr. & Idárraga
- Zamia inermis Vovides, J.D.Rees & Vázq.Torres
- Zamia integrifolia L.f.
- Zamia ipetiensis D.W.Stev.
- Zamia katzeriana (Regel) E.Rettig
- Zamia lacandona Schutzman & Vovides
- Zamia lecointei Ducke
- Zamia lindenii Regel ex André
- Zamia lindleyi Warsz. ex A.Dietr.
- Zamia loddigesii Miq.
- Zamia lucayana Britton
- Zamia macrochiera D.W.Stev.
- Zamia manicata Linden ex Regel
- Zamia meermanii Calonje
- Zamia melanorrhachis D.W.Stev.
- Zamia montana A.Braun
- Zamia monticola Chamb.
- Zamia muricata Willd.
- Zamia nana A.Lindstr., Calonje, D.W.Stev. & A.S.Taylor
- Zamia nesophila A.S.Taylor, J.L.Haynes & Holzman
- Zamia neurophyllidia D.W.Stev.
- Zamia noeffiana Linden ex Wittm.
- Zamia obliqua A.Braun
- Zamia oligodonta E.Calderón & D.W.Stev.
- Zamia onan-reyesii C.Nelson & Sandoval
- Zamia oreillyi C.Nelson
- Zamia paucijuga Wieland
- Zamia poeppigiana Mart. & Eichler
- Zamia portoricensis Urb.
- Zamia potemkinii Hort. ex Miq.
- Zamia prasina W.Bull
- Zamia pseudomonticola L.D.Gómez ex D.W.Stev. & Sabato
- Zamia pseudoparasitica J.Yates
- Zamia pumila L.
- Zamia purpurea Vovides, J.D.Rees & Vázq.Torres
- Zamia pygmaea Sims
- Zamia pyrophylla Calonje, D.W.Stev. & A.Lindstr.
- Zamia restrepoi (D.W.Stev.) A.Lindstr.
- Zamia roezlii Linden
- Zamia sandovalii C.Nelson
- Zamia skinneri Warsz. ex A.Dietr.
- Zamia soconuscensis Schutzman, Vovides & Dehgan
- Zamia spartea A.DC.
- Zamia standleyi Schutzman
- Zamia stevensonii A.S.Taylor & Holzman
- Zamia stricta Miq.
- Zamia tolimensis Calonje, H.E.Esquivel & D.W.Stev.
- Zamia tuerckheimii Donn.Sm.
- Zamia ulei Dammer
- Zamia urep B.Walln.
- Zamia variegata Warsz.
- Zamia vazquezii D.W.Stev., Sabato & De Luca
- Zamia verschaffeltii Miq.
- Zamia wallisii A.Braun